# مبيعات النظام
مبيعات النظام هو مصطلح تجاري يُستخدم في مجال منح الامتياز . حيث يوفر مانحو الامتياز الإمدادات والتسويق وإدارة الخدمات للمستفيدين من الامتياز في مقابل جزء من عائدات الامتياز. يتعامل بعض مانحي الامتياز أيضًا مع بعض المنافذ مباشرة. وتمثل مبيعات النظام إجمالي المبيعات من جميع المنافذ التي تستخدم العلامة التجارية أو التي تستخدم جميع العلامات التجارية ذات الامتياز المملوكة من قبل مانح الامتياز. ودائمًا ما تكون أعلى من عائدات مانح الامتياز للأغراض المحاسبية.
على سبيل المثال، هب أن متوسط الدخل السنوي لمطعم «فاست إيت» هو مليون دولار أمريكي. تقوم شركات فاست إيت للوجبات السريعة بإدارة 1000 مطعم للوجبات السريعة مباشرة وتعطي حق الامتياز لـ 3,000 منفذ آخر مقابل 20٪ من المبيعات. وقد حققت شركة فاست إيت إيرادات تقدر بـ 1.6 مليار دولار (1,000 × 1 مليون دولار أمريكي من العمليات المباشرة و 20٪ × 3,000 × 1 مليون دولار أمريكي من منافذ الامتياز). ولكن نظام فاست إيت يحقق عائدًا قدره 4 مليارات دولار أمريكي (4000 × 1 مليون دولار).
تعطي مبيعات النظام وسيلة مفيدة لتقييم نمو العلامة التجارية. ويمكن لمشغل الامتياز بسهولة زيادة إيراداته عن طريق ضم المزيد من المنافذ تحت الإدارة المباشرة ولكن قد لا يكون هذا هو الخيار الأفضل للربحية التجارية وزيادة الإيرادات المحاسبية التي يولدها حيث قد تعطي انطباعًا مضللًا لمعدل نمو الأعمال الأساسية إذا لم يتم أخذ مبيعات النظام بعين الاعتبار.